# Jan Nieland
Johannes Harmannus Ignatius Maria (Jan) Nieland (Amsterdam, 17 augustus 1903 - Bussum, 20 februari 1963) was een Nederlands organist en componist.
Hij was zoon van muziekonderwijzer en bakker Johannes Harmannus Nieland en Heikina Boddema. Nieland kwam uit een muzikale familie. Vader was muziekonderwijzer, broers Herman Nieland en Gerard Nieland (1906-1943) werden eveneens musicus, neef Eduard Nieland (1940-2009, zoon van Gerard) was dirigent en auteur van boeken als Slagtechniek (1974), Koordirectie (1977) en Dirigeren (1982). Jan Nieland was getrouwd met zangeres en zanglerares Maria Elisabeth (Rie) ter Wee.
Hij kreeg zijn muziekopleiding aan het Conservatorium van Amsterdam met docenten Jean-Baptiste de Pauw (orgel) en Sem Dresden (compositie), Op Gregoriaans gebied werd hij onderwezen door pater Dr. Caecilianus Huigens O.F.M. Voor zijn examen orgel en piano (1923) haalde hij een "prix d’excellence". In 1924 werd hij aangesteld tot organist van de Sint-Willibrorduskerk buiten de Veste en het Concertgebouworkest, waar hij van 1923 tot 1933 zeventien keer als solist optrad, meest onder Willem Mengelberg. In 1925 deed hij nog een solistenexamen piano. Hij vertrok in 1940 naar Bussum. Hij verdween daar als musicus in de anonimiteit. Na de Tweede Wereldoorlog kwam het gezin nog een periode naar Amsterdam (1946-1954), maar vertrok vervolgens naar Naarden om er de "Muziekschool Jan Nieland" op te richten en te leiden. De muziekschool zou in 1974 opgaan in de Gemeentelijk Muziekschool, die op haar beurt in 1996 opging in het Hilversums Conservatorium.
Hij schreef al op zeer jonge leeftijd muziek, waaronder een opera en enkele fantasieën, In zijn gloriejaren, de jaren dertig, kwamen serieuze werken tot stand. Te noemen zijn een Te Deum (voor mannenkoor en orgel), zes missen in Gregoriaanse stijl, orgel- en orkestwerken en het Sint-Augustinus-oratorium in 1930. De meeste daarvan zijn geworteld in de katholieke traditie. Zijn bekendste werk is een Toccata voor orgel in a-mineur. In 2021 zijn daar acht verschillende opnamen van; onder andere Willem van Twillert en Klaas Jan Mulder legden het vast. Zijn werken worden ook in de 21e eeuw nog uitgevoerd. Vier van zijn composities werden uitgevoerd door het Concertgebouworkest:
- 1926: orkestwerk Dans onder leiding van Cornelis Dopper
- 1930: Sint Augustinus-oratorium onder leiding van Theo van der Bijl met solisten Jo Vincent, Louis van Tulder en Willem Ravelli
- 1935: Fantasia e fuga onder leiding van Eduard van Beinum
- 1945: Kerstlied onder leiding van Alphons Vranken.

Hij overleed na een lang ziekbed in het Majella Ziekenhuis te Bussum en werd begraven op de Rooms-Katholieke Begraafplaats in die plaats.